# Kanice, Domažlice
Kanice là một làng thuộc huyện Domažlice, vùng Plzeňský, Cộng hòa Séc.